# アビ属

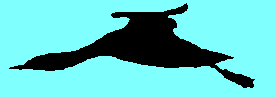
飛翔図

アビ属（アビぞく、学名 Gavia）は、アビ目アビ科の1属である。アビ目およびアビ科唯一の現生属で、5種が属する。

## 分布
北太平洋、北大西洋。北極圏に近い淡水湖沼で繁殖。冬は南に移動し、日本には冬鳥としてアビ、オオハム、シロエリオオハムが沿岸部に渡来。ハシジロアビも少数渡来する。ハシグロアビの観察例もある。

## 形態
最大種はハシジロアビで全長約89cm。最小種はアビで全長約63cm。大きさはハシジロアビ、ハシグロアビ、オオハム、シロエリオオハム、アビの順で小さくなる。
嘴は先がとがり、シロエリオオハム、オオハム、ハシグロアビではまっすぐであるが、アビとハシジロアビは少し上に反っている。
胴体は扁平かつ楕円形で、潜水の際に水の抵抗を減らしたり波が強い時でも安定した姿勢を保つことができる。
足は胴体の後部に位置し水掻きが発達する。
夏羽と冬羽があるが雌雄同色。夏羽は光沢のある黒の背に四角いチェック模様の白斑が並ぶものが多い。冬羽は上面が灰褐色、下面が白色で地味な色になる。

## 生態
海洋に生息する。足が体の後方につき、歩くことはできず、繁殖期にだけ水際の草むらに上がるが、体を伏せて這うように移動する。飛び立つのは苦手で陸上から飛行することはできず、水面から飛行する際は水面を必死に蹴って助走を行う。
比較的小刻みな翼動で、やや頭を下げて頸を前に伸ばし、足も後ろへ垂らし気味に伸ばして直線的に飛ぶ。
食性は動物食で、主に魚類を食べる。潜水して魚等を捕食するが、深さ60mまで潜った記録がある。単独かつがいでいることが多いが、冬期には多くの個体が集まることがある。
繁殖形態は卵生。海に近い湖沼の水際に営巣し、通常2個産む。雌雄交代で抱卵し、育雛する。

## 系統と分類

### 位置づけ
DNA - DNA分子交雑法を用いたSibley-Ahlquist鳥類分類ではコウノトリ目ミズナギドリ上科にアビ科として、ペンギン科・ミズナギドリ科と共に分類された。実際、アビ目はペンギン目+ミズナギドリ目+コウノトリ目+ペリカン目と姉妹群である可能性が高く、Sibley らは見当外れというわけではなかったが、ペンギン目+ミズナギドリ目により近縁というわけではない。

### 種
- Gavia adamsii ハシジロアビ Yellow-billed Loon (White‐billed Diver)
- Gavia arctica オオハム Black-throated Loon (Black‐throated Diver)
- Gavia immer ハシグロアビ Great Northern Loon (Great Northern diver)
- Gavia pacifica シロエリオオハム Pacific Loon (Pacific Diver)
- Gavia stellata アビ Red‐throated Loon (Red‐throated Diver)

オオハムとシロエリオオハム、ハシジロアビとハシグロアビはよく似ており、それぞれを同種と考えた学者もいる。かつて日本でもオオハムとシロエリオオハムは同じ種で亜種の違いとしていた。

## 人間との関係
漁師に魚群の目印とされ大切にされることもある。